# Кастис, Дэниел Парк
Дэниел Парк Кастис (англ. Daniel Parke Custis; 15 октября 1711, Йорк, Виргиния, Британская Америка, США — 8 июля 1757, Нью-Кент, Виргиния, Британская Америка, США) — американский политик и землевладелец, первый муж первой леди США Марты Вашингтон. После смерти Кастиса его вдова Марта вышла замуж за Джорджа Вашингтона, который впоследствии стал первым президентом США.

## Биография

### Ранняя жизнь и карьера
Дэниел Парк Кастис родился 15 октября 1711 года в округе Йорк, штат Виргиния. Он был одним из двух детей землевладельца, политика, правительственного чиновника и военного офицера Джона Кастиса IV (1678—1749), влиятельного члена губернаторского совета Вирджинии, и Фрэнсис Парк Кастис. Семья Кастисов была одной из самых богатых и социально значимых в Виргинии. Мать Кастиса, Фрэнсис, была дочерью Даниела Парка (1664—1710) — политического врага Кастисов.
Поскольку Дэниел Парк Кастис был единственным наследником мужского пола в семье Кастис, он унаследовал южные плантации, принадлежавшие его отцу. Однако он не захотел играть ведущую роль в политике колониальной Вирджинии.

## Брак и дети
В возрасте 37 лет Дэниел Парк Кастис познакомился с 16-летней Мартой Дэндридж в церкви Святого Петра, которую посещала Марта, а Кастис был священником. Отец Кастиса Джон не одобрял их отношения, но в конце концов смягчился. После двухлетнего ухаживания Кастис и Дэндридж поженились 15 мая 1750 года. Пара жила на плантации Кастиса под названием Белый дом в округе Нью-Кент, Виргиния.
У них было четверо детей:
- Дэниел Парк Кастис-младший (1751—1754);
- Фрэнсис Парк Кастис (1753—1757);
- Джон Парк Кастис[англ.] (1754—1781);
- Марта Парк Кастис[англ.] (1756—1773).

## Смерть
Дэниел Парк Кастис умер 8 июля 1757 года в округе Нью-Кент, Виргиния. Некоторые историки утверждают, что он умер от сердечного приступа, но другие источники утверждают, что он умер от тяжелой инфекции горла. Он похоронен на кладбище приходской церкви Брутона в Уильямсбурге, Вирджиния, рядом с двумя своими детьми, Дэниелом Парк Кастисом-младшим и Фрэнсис Парк Кастис. Через восемнадцать месяцев после его смерти его вдова Марта вышла замуж за Джорджа Вашингтона 6 января 1759 года.

## Поместье
Поскольку Кастис умер без завещания, или «без завещания», его вдова Марта получила в пожизненное пользование треть его имущества (известную как «доля в приданом»), а остальные две трети были переданы в доверительное управление их детям. В поместье Кастиса в январе 1759 года также числилось не менее 85 рабов. Согласно переписи рабов Маунт-Вернона к 1799 году доля приданого включала 153 раба. В описи поместья Кастис в октябре 1759 года было указано 17 779 акров (71,95 км2) или 27,78 квадратных миль земли, разбросанной по пяти округам.
После замужества Марты Кастис за Джорджем Вашингтоном в 1759 году её доля в приданом перешла под его контроль в соответствии с доктриной общего права сейсина юре ушориса. Также он стал опекуном её двух несовершеннолетних детей и администратором поместья Кастис. Джон Парк Кастис был единственным ребёнком, достигшим совершеннолетия, после чего он унаследовал две трети состояния своего отца без приданого.
После смерти Джорджа Вашингтона 14 декабря 1799 года, доля приданого и рабы вернулись к Марте. Согласно положению в своём завещании Вашингтон распорядился освободить 124 своих рабов после смерти его жены. Как заявил Вашингтон в своём завещании, он «искренне желал» освободить своих собственных рабов на момент своей смерти, но признал, что это создало бы «непреодолимые трудности», потому что они вступили в брак с «неграми из приданого Марты», над которыми он не имел никакой власти. Он также считал, что попытка разделить их «вызовет самые болезненные ощущения» и «неприятные последствия».
Рабы Вашингтона не были частью поместья Кастис, и Марта не имела юридических полномочий освобождать их или приданых рабов, но они были освобождены по её просьбе 1 января 1801 года. Основная причина, по которой Марта потребовала освободить рабов её мужа, заключается в том, что она беспокоилась о своей личной безопасности. Рабы Вашингтона, узнав, что они будут свободны после её смерти, подозревались в желании ускорить её смерть. Они также воспринимались как беспокойные и, как полагали, стали причиной нескольких подозрительных пожаров в поместье Маунт-Вернон.
Когда Марта умерла 22 мая 1802 года, её доля в наследстве вернулась к поместью Кастис. Из-за доли в наследстве Марты Вашингтон имущество не могло быть ликвидировано более 45 лет. Доля вдовы Марты в приданом была в конечном итоге разделена между вдовой Джона Парка Кастиса, Элеонорой Калверт Кастис Стюарт и их четырьмя детьми. Марта также завещала Элишу, единственного раба, которым владела сама, своему внуку Джорджу Вашингтону Парку Кастису.